# Gögginger Wäldchen

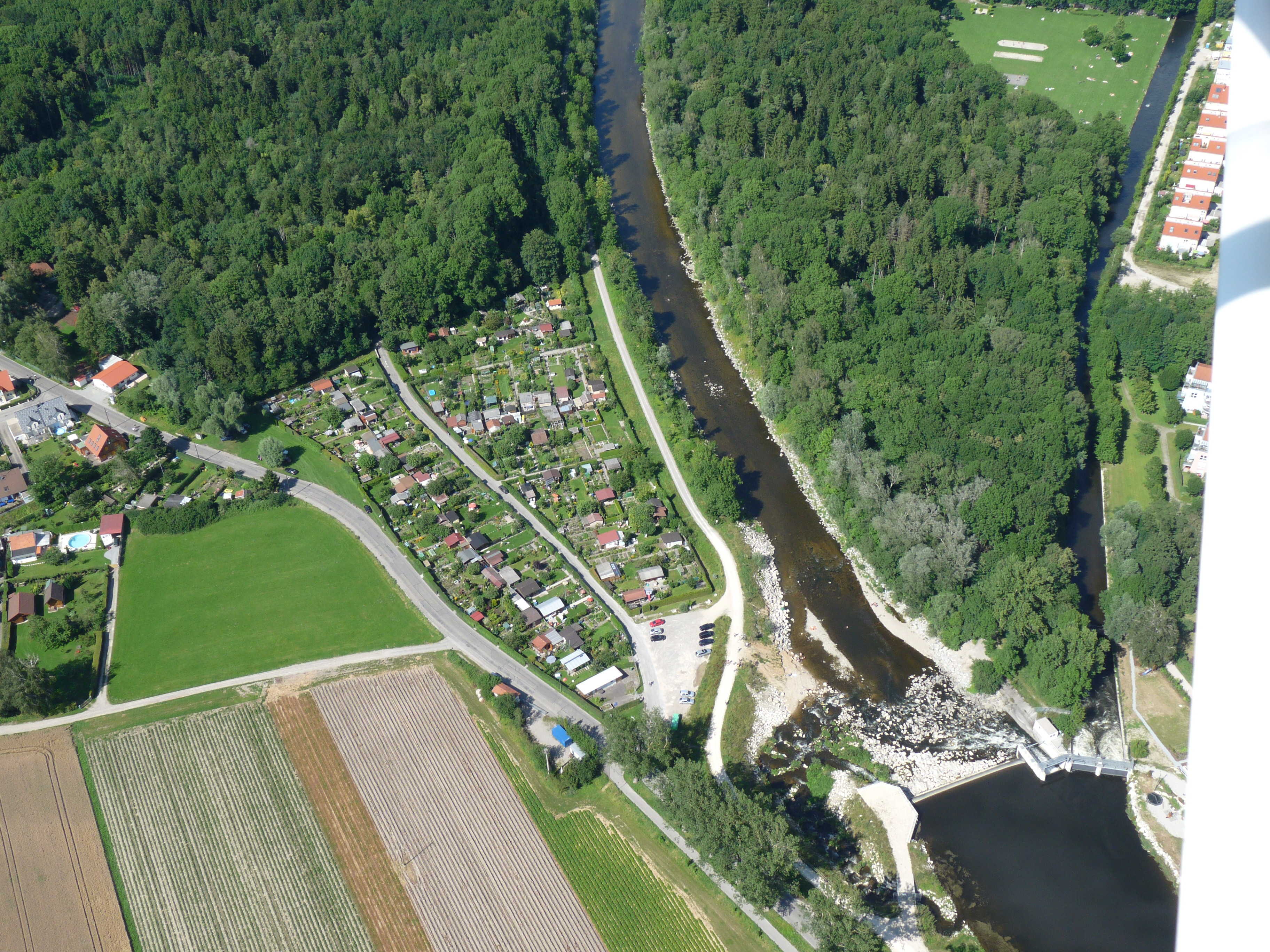
Luftbild, das in der rechten Bildhälfte die Südspitze des Gögginger Wäldchens zeigt. Norden ist in diesem Bild oben.

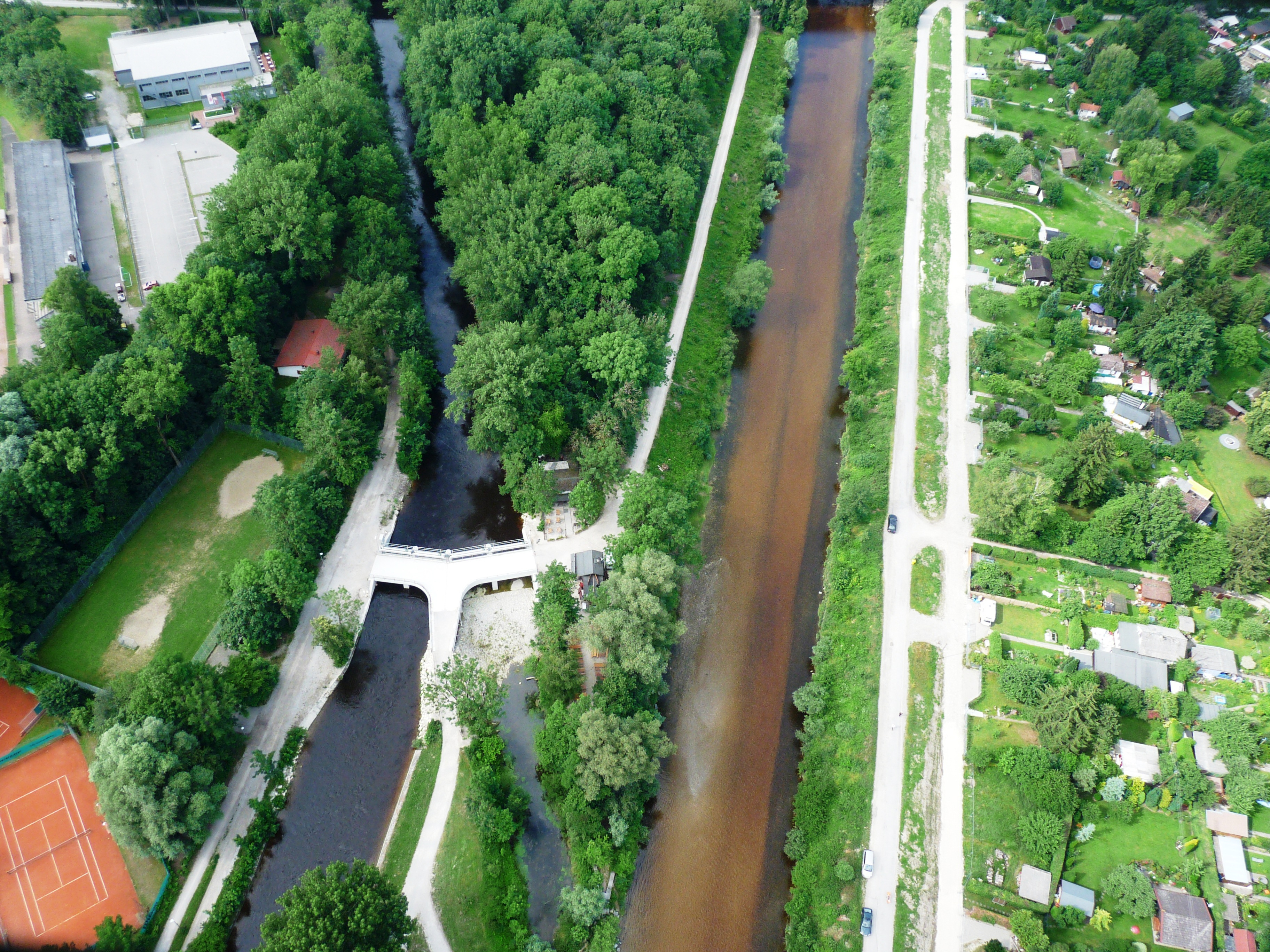
Luftbild, das die Nordspitze des Gögginger Wäldchens zeigt. Süden ist in diesem Bild oben.

Das Gögginger Wäldchen ist ein Landschaftsschutzgebiet an der Grenze zwischen der Stadt Augsburg (Stadtteil Augsburg-Göggingen) und dem Landkreis Augsburg. Es umfasst zwei Waldstücke: links der Wertach das „Wäldle am Köpfle“ und rechts der Wertach, den Landstreifen zwischen Wertach und Fabrikkanal (bzw. dem Gelände der ehemaligen Fabrik Ackermann-Göggingen) ausfüllend, das „Gögginger Wäldle“.
Zusammen hat das Gögginger Wäldchen eine Fläche von 39,79 Hektar und wurde am 15. Juli 1952 (also noch vor der Eingemeindung Göggingens nach Augsburg) unter Schutz gestellt.

## Wege
Das Wäldle am Köpfle wird in Nord-Süd-Richtung vom „Wasenmeisterweg“ durchschnitten. In das Gögginger Wäldle führt von Südosten her die „Waldstraße“. Beide Wälder besitzen ein Netz von Waldwegen. Am Nordende des Gögginger Wäldles wird dieses von der Bundesstraße 17 überquert. Am nördlichsten Punkt, wo es spitz zuläuft, befindet sich der Biergarten „Kulperhütte“.

## Bilder

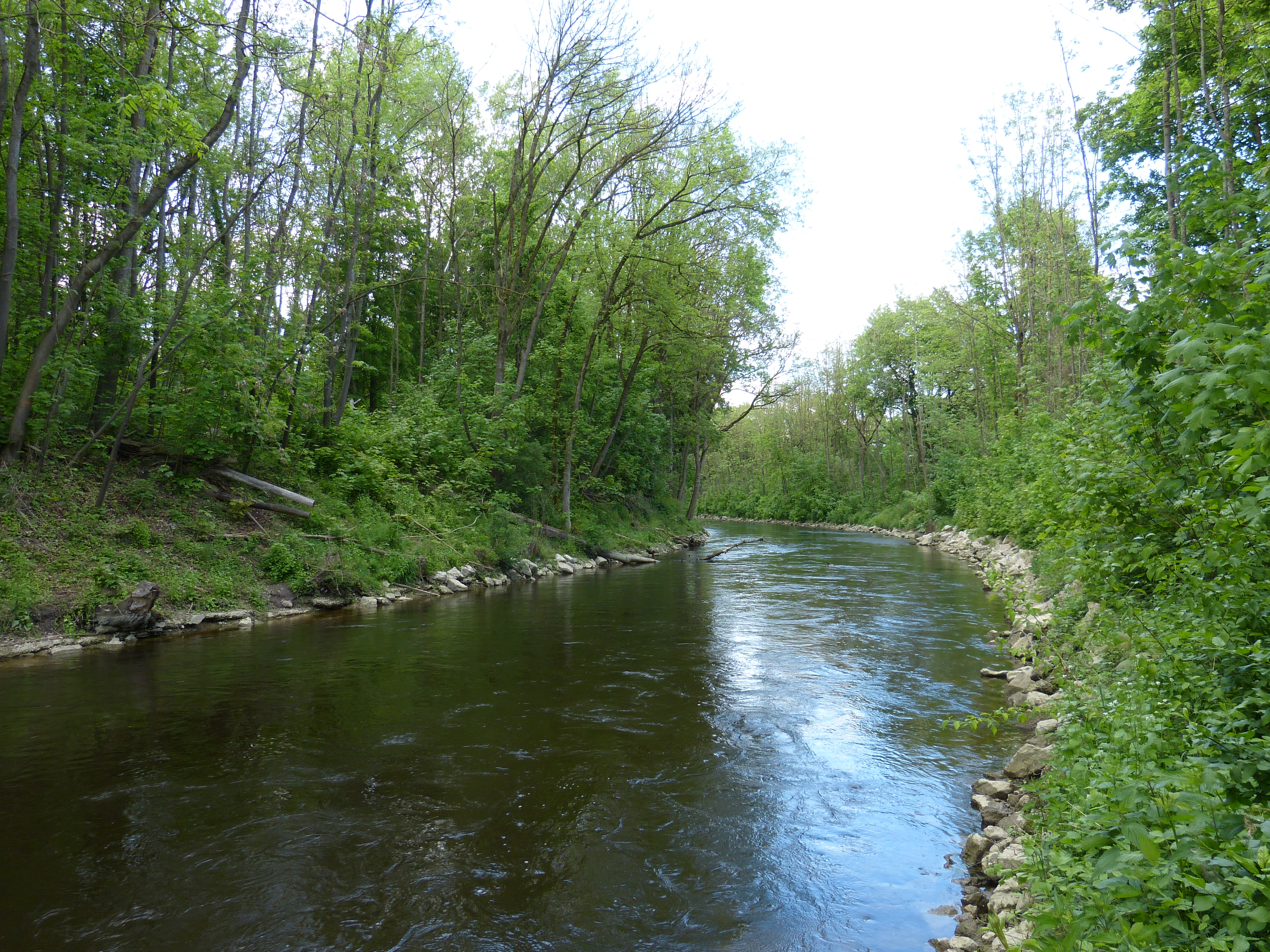
Der Fabrikkanal, links davon das Gögginger Wäldle
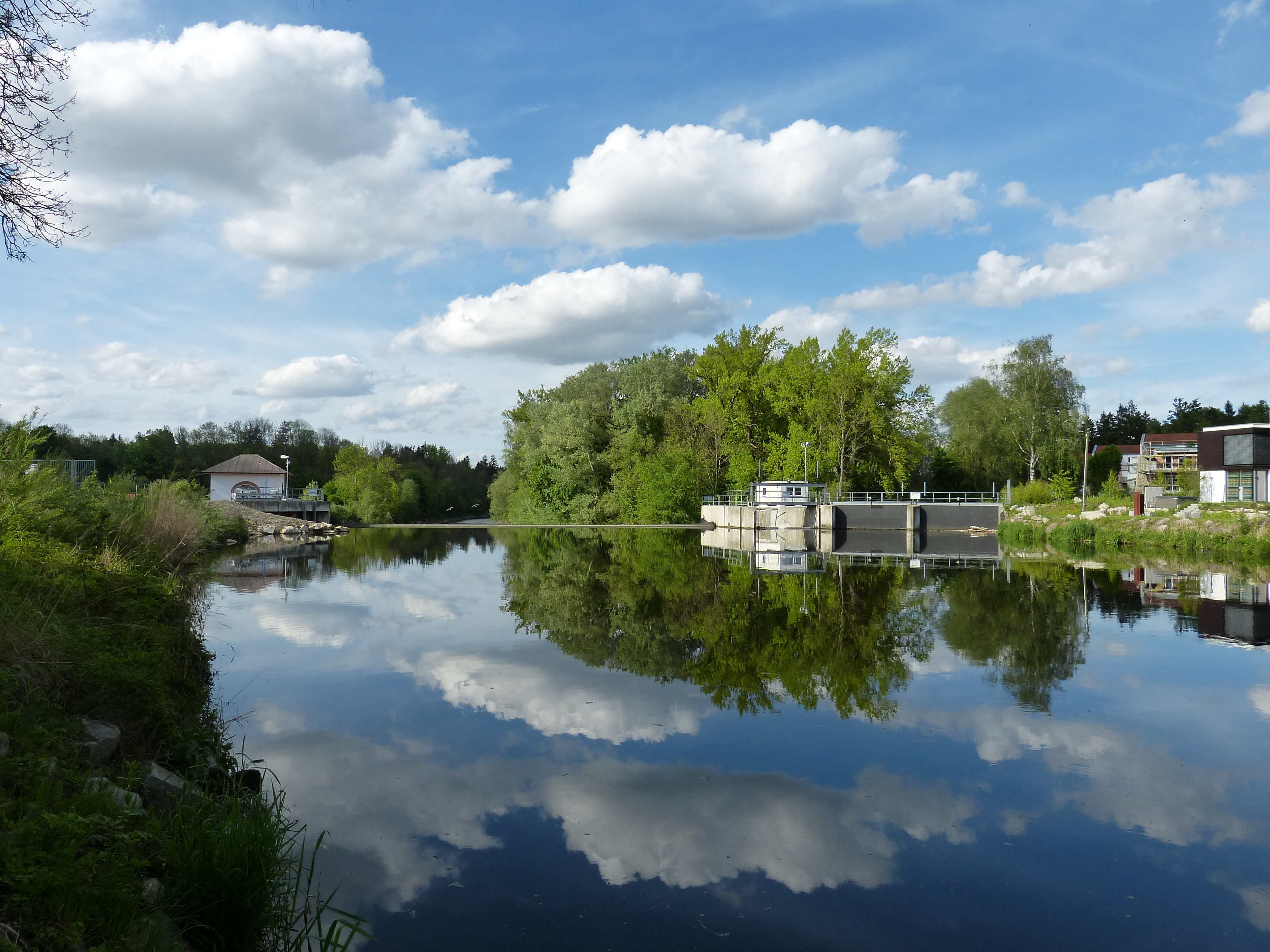
Das Gögginger Wäldle spiegelt sich im Wasser der Wertach am Ackermannwehr
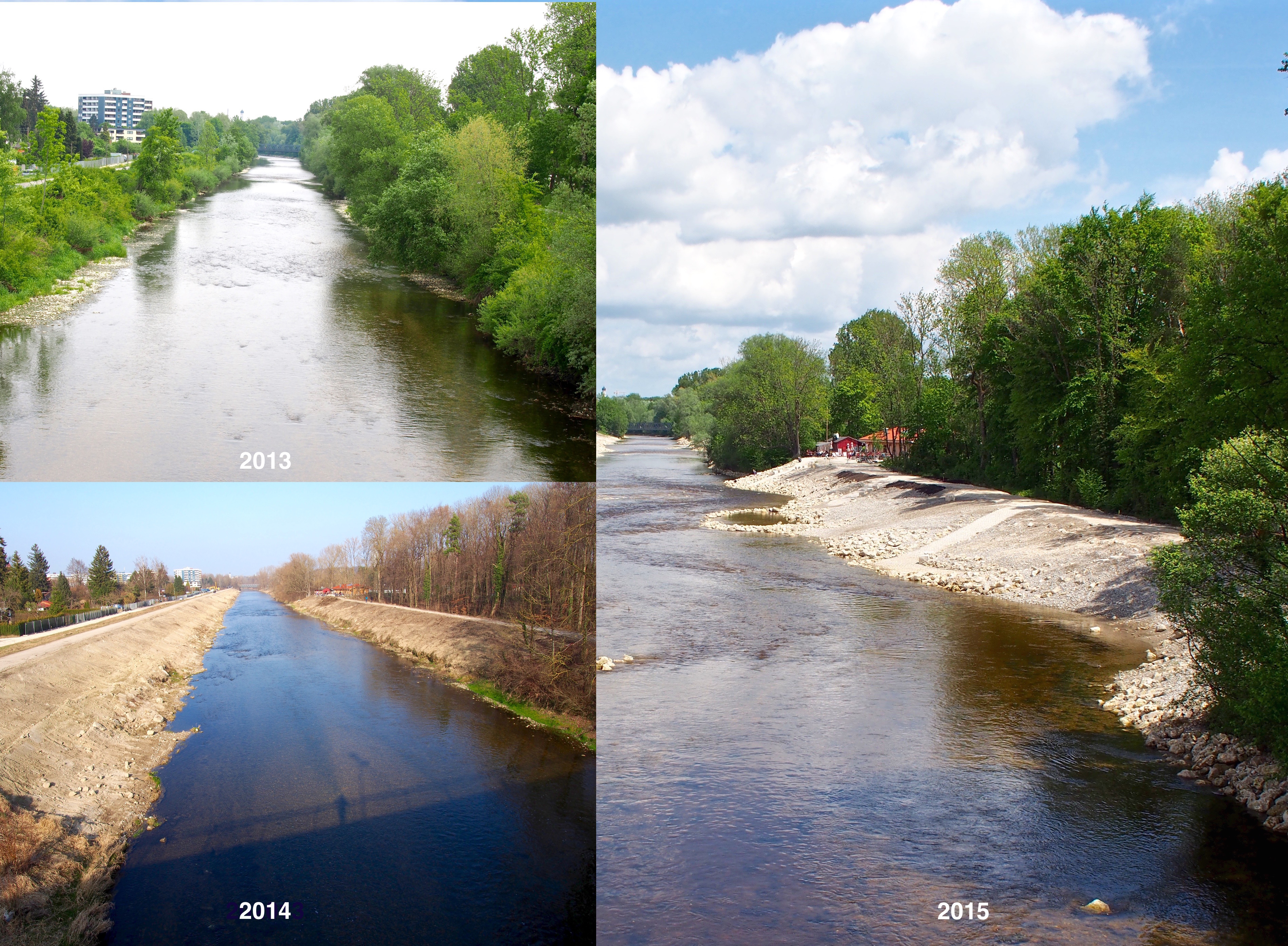
Wertachufer des Gögginger Wäldchens zwischen der Bundesstraße 17 und Kulperhütte; Vergleich 2013 bis 2015 kurz vor dem Abschluss der Baumaßnahmen im Rahmen des Programms „Wertach Vital“